# Leucospis histrio
Leucospis histrio är en stekelart som beskrevs av Maurice Maindron 1878. Leucospis histrio ingår i släktet Leucospis och familjen Leucospidae. Inga underarter finns listade i Catalogue of Life.